# Oskar Sala
Oskar Sala (18 de julho de 1910 - 26 de fevereiro de 2002) foi um compositor alemão e pioneiro da música eletrônica. Ele tocava um instrumento chamado Trautonium, uma forma primitiva de sintetizador eletrônico.

## Juventude
Sala nasceu em Greiz, Turíngia, na Alemanha. Ele estudou piano e órgão durante sua juventude, realizando concertos de piano clássico na adolescência. Em 1929, mudou-se para Berlim para estudar piano e composição com o compositor e violista Paul Hindemith no Conservatório de Berlim. Ele também acompanhou os experimentos do Dr. Friedrich Trautwein, no laboratório da escola, aprendendo a tocar com o instrumento eletrônico pioneiro de Trautwein, o Trautonium.
Em 20 de junho de 1930, Sala e Paul Hindemith fizeram uma apresentação pública no Berliner Musikhochschule Hall chamada “Neue Musik Berlin 1930″ para apresentar o Trautonium. Mais tarde, Sala excursionou pela Alemanha com o Trautonium; em 1931 ele foi o solista em uma performance do Concerto para Trautonium de Hindemith com Quarteto de Cordas. Ele também solou na estreia do aluno de Hindemith Harald Genzmer no “Concerto para Trautonium AND Orchestra”.
Oskar Sala foi um soldado durante a era nazista. Então com 34 anos, ofereceu-se para se juntar ao exército alemão na Frente Oriental em 1944 durante a Segunda Guerra Mundial, onde foi ferido.

Depois da guerra, em 1946, Sala voltou ao seu estúdio de gravação em Berlim.

## Mixtur-Trautônio

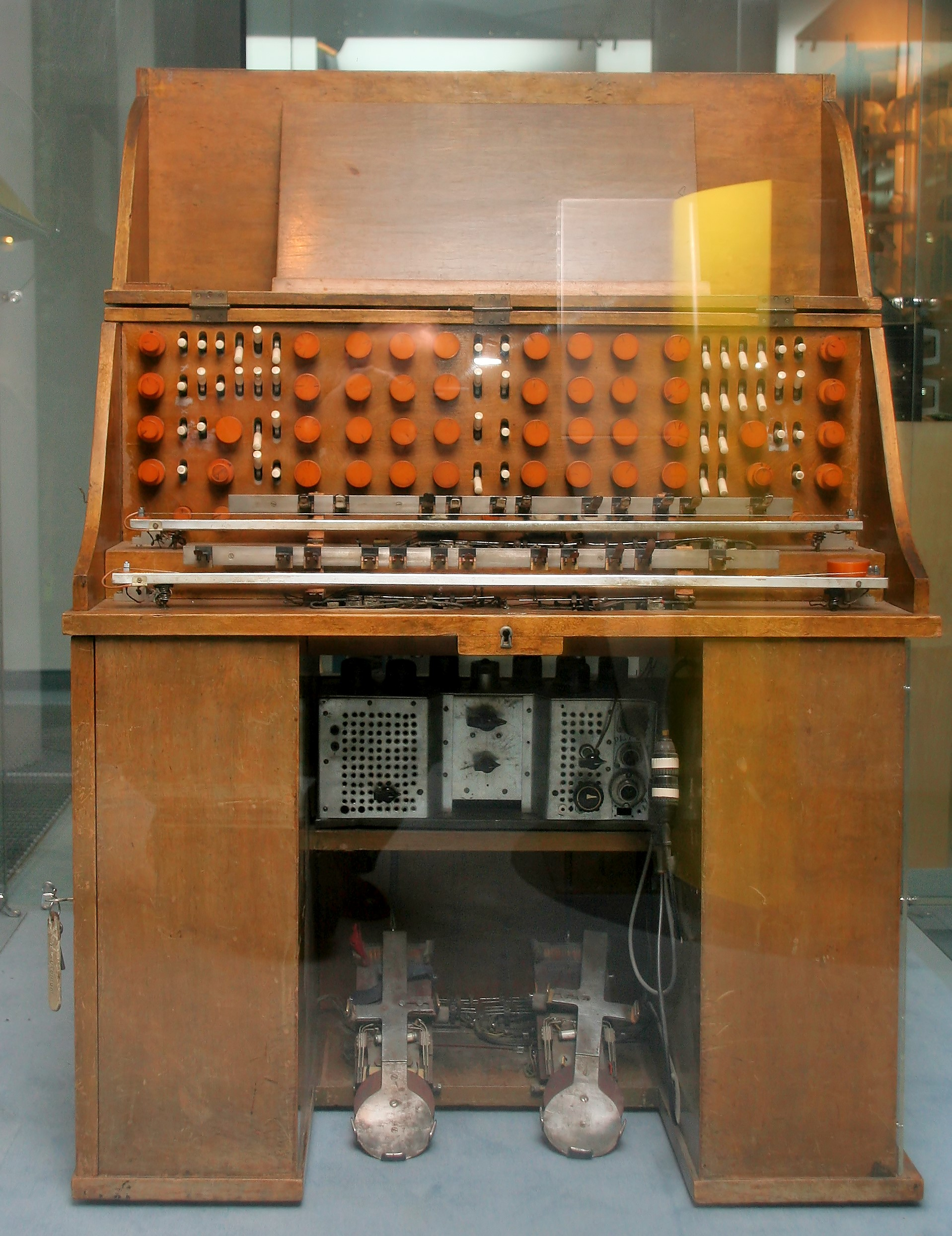
Mixtur-Trautônio, 1952

Em 1948, Sala desenvolveu ainda mais o Trautonium no Mixtur-Trautonium. A invenção de Sala abriu o campo dos sub-harmônicos, a contrapartida simétrica dos harmônicos, de modo que uma afinação completamente distinta evoluiu.

## Trabalho em filmes
Nas décadas de 1940 e 1950, ele trabalhou em muitas trilhas sonoras de filmes. Em 1958, ele estabeleceu seu próprio estúdio na Mars Film GmbH (4ª encarnação) em Berlim. Foi lá que ele produziu trilhas sonoras eletrônicas para filmes como Different from You and Me (1957), de Veit Harlan, Rosemary (1959), de Rolf Thiele, e Das Indische Grabmal (1959), de Fritz Lang.

## Legado
Em 18 de julho de 2022, o Google comemorou seu 112º aniversário com um Google Doodle.